# Les Hors-la-loi du mariage
Pour plus de détails, voir Fiche technique et Distribution.
Les Hors-la-loi du mariage (I fuorilegge del matrimonio) est un film italien réalisé par les Frères Taviani et Valentino Orsini, sorti en 1963.

## Fiche technique
- Titre original : I fuorilegge del matrimonio
- Titre français : Les Hors-la-loi du mariage
- Réalisation : Frères Taviani, Valentino Orsini
- Scénario : Frères Taviani, Valentino Orsini, Lucio Battistrada, Renato Niccolai et Giuliani G. De Negri
- Pays d'origine : Italie
- Format : Noir et blanc - 35 mm - Mono
- Durée : 100 minutes
- Date de sortie : 1963

## Distribution
- Ugo Tognazzi : Vasco Timballo
- Annie Girardot : Margherita
- Romolo Valli : Francesco
- Marina Malfatti : Rosanna
- Scilla Gabel : Wilma
- Didi Perego : Caterina Rinaldi
- Isa Crescenzi : Giulia
- Gabriella Giorgelli : Livia
- Enzo Robutti